# Mark Edusei
Mark Edusei (Kumasi, 29 september 1976) is een Ghanese voetballer (middenvelder) die anno 2007 voor de Italiaanse eersteklasser Catania uitkomt. Voordien speelde hij onder andere voor US Lecce, Piacenza, Sampdoria en Torino FC.
Edusei speelde reeds voor de Ghanese nationale ploeg.

## Carrière
- 1994-1995: King Faisal Babes
- 1995: Al-Ahli
- 1995: Hapoel Petah Tikva
- 1996-2001: US Lecce
  - 1997-1998: UD Leiria (op huurbasis)
  - 1999-2000: UD Leiria (op huurbasis)
  - 2000-2001: AC Bellinzona (op huurbasis)
- 2001-2004: Cosenza
  - 2003-2004: Piacenza (op huurbasis)
- 2004-2006: Sampdoria
  - 2005-2006: Torino FC (op huurbasis)
- 2006-  nu : Catania